# Stagno di Berchida
Lo stagno di Berchida è una zona umida situata  in prossimità  della costa centro-orientale della Sardegna, nell'omonima località. Appartiene amministrativamente al comune di Siniscola.

Con la direttiva comunitaria "Habitat" n. 92/43/CEE approvata nel 1992 dalla Commissione europea viene dichiarato sito di interesse comunitario e inserito nella rete Natura 2000 con l'intento di tutelarne la biodiversità, attraverso la conservazione dell'habitat, della flora e della fauna selvatica presenti. Il sito, identificato con la sigla ITB020012, comprende anche i vicini stagni di Sa Salinedda, Sa Curcurica e Bidderosa.

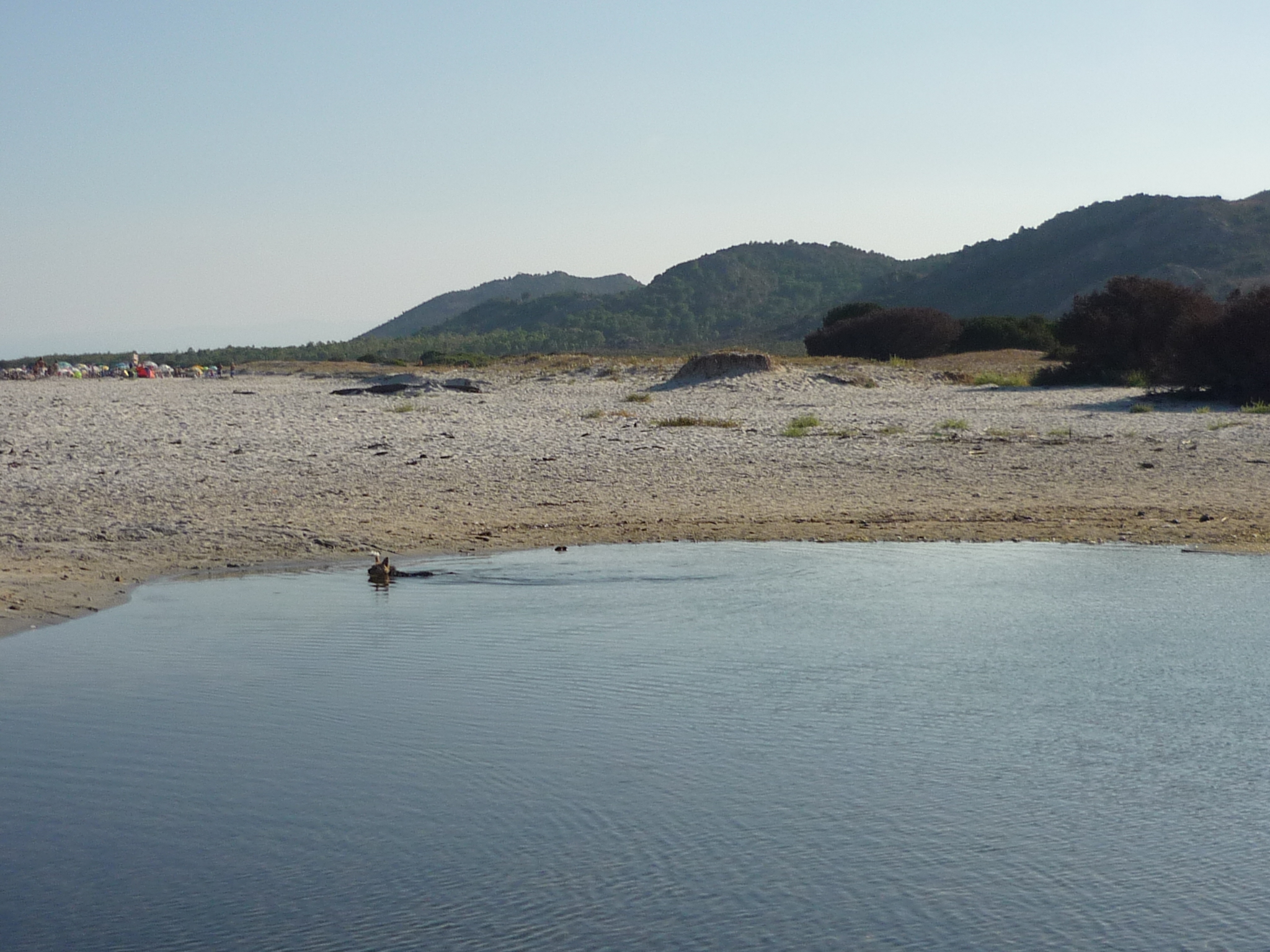
Lo stagno in prossimità della spiaggia